# Беверли (Канзас)
Беверли (енгл. Beverly) град је у америчкој савезној држави Канзас.

## Демографија
По попису из 2010. године број становника је 162, што је 37 (-18,6%) становника мање него 2000. године.
| Група             | 2000.       | 2010.       |
| Белци             | 186 (93,5%) | 159 (98,1%) |
| Афроамериканци    | 0 (0,0%)    | 0 (0,0%)    |
| Азијати           | 0 (0,0%)    | 0 (0,0%)    |
| Хиспаноамериканци | 4 (2,0%)    | 3 (1,9%)    |
| Укупно            | 199         | 162         |